# Campionati italiani primaverili di nuoto 2013
I 60. Campionati italiani primaverili di nuoto (nome ufficiale, per ragioni di sponsorizzazione, Assoluti Primaverili Unipol) si sono svolti a Riccione tra il 9 e il 13 aprile 2013. È stata utilizzata la vasca da 50 metri, in quanto le gare sono servite anche da selezione per i Mondiali di Barcellona, le Universiadi di Kazan', i Giochi del Mediterraneo di Mersin e gli Europei giovanili di Poznań.
Gli atleti iscritti sono stati in totale 602 (310 uomini e 292 donne), provenienti da 138 società. Le gare sono state disputate in due turni (batterie e finali) ad eccezione di 800 e 1500 stile libero e delle staffette, che si sono disputate in serie.

## Podi

### Uomini
| Evento               | Oro                                                                                              | Tempo                                   | Argento                                                                                     | Tempo                                   | Bronzo | Tempo                                   |
| Stile libero         |                                                                                                  |                                         |                                                                                             |                                         | |                                         |
| 50 m                 | Marco Orsi                                                                                       | 21"98                                   | Luca Dotto                                                                                  | 22"03                                   | Federico Bocchia                                                                                             | 22"29                                   |
| 100 m                | Luca Dotto                                                                                       | 48"46                                   | Luca Leonardi                                                                               | 49"13                                   | Marco Orsi                                                                                                   | 49"14                                   |
| 200 m                | Alex Di Giorgio                                                                                  | 1'48"12                                 | Filippo Magnini                                                                             | 1'48"42                                 | Damiano Lestingi                                                                                             | 1'48"48                                 |
| 400 m                | Samuel Pizzetti                                                                                  | 3'48"44                                 | Gabriele Detti                                                                              | 3'48"51                                 | Andrea Mitchell D'Arrigo                                                                                     | 3'50"47                                 |
| 800 m                | Gregorio Paltrinieri                                                                             | 7'48"22                                 | Gabriele Detti                                                                              | 7'48"43                                 | Luca Baggio                                                                                                  | 7'55"83                                 |
| 1500 m               | Gregorio Paltrinieri                                                                             | 14'55"10                                | Gabriele Detti                                                                              | 14'58"78                                | Luca Baggio                                                                                                  | 15'07"04                                |
| Dorso                |                                                                                                  |                                         |                                                                                             |                                         | |                                         |
| 50 m                 | Niccolò Bonacchi                                                                                 | 25"25                                   | Stefano Mauro Pizzamiglio                                                                   | 25"33                                   | Mirco Di Tora                                                                                                | 25"56                                   |
| 100 m                | Matteo Milli                                                                                     | 54"73                                   | Damiano Lestingi                                                                            | 54"88                                   | Fabio Laugeni                                                                                                | 55"17                                   |
| 200 m                | Federico Turrini                                                                                 | 1'58"07                                 | Damiano Lestingi                                                                            | 1'59"66                                 | Mattia Aversa                                                                                                | 1'59"94                                 |
| Rana                 |                                                                                                  |                                         |                                                                                             |                                         | |                                         |
| 50 m                 | Mattia Pesce                                                                                     | 27"32                                   | Fabio Scozzoli                                                                              | 27"38                                   | Edoardo Giorgetti                                                                                            | 27"84                                   |
| 100 m                | Fabio Scozzoli                                                                                   | 59"77                                   | Mattia Pesce                                                                                | 1'00"37                                 | Andrea Toniato                                                                                               | 1'00"80                                 |
| 200 m                | Luca Pizzini                                                                                     | 2'11"72                                 | Flavio Bizzarri                                                                             | 2'11"97                                 | Edoardo Giorgetti                                                                                            | 2'12"06                                 |
| Farfalla             |                                                                                                  |                                         |                                                                                             |                                         | |                                         |
| 50 m                 | Piero Codia                                                                                      | 23"72                                   | Matteo Rivolta                                                                              | 23"81                                   | Luca Dotto                                                                                                   | 24"14                                   |
| 100 m                | Matteo Rivolta                                                                                   | 51"70 - RI                              | Piero Codia                                                                                 | 52"74                                   | Tommaso Romani                                                                                               | 53"24                                   |
| 200 m                | Francesco Pavone                                                                                 | 1'56"43                                 | Gherardo Bruni                                                                              | 1'58"95                                 | Niccolò Beni                                                                                                 | 1'59"34                                 |
| Misti                |                                                                                                  |                                         |                                                                                             |                                         | |                                         |
| 200 m                | Federico Turrini                                                                                 | 1'58"86                                 | Fabio Scozzoli                                                                              | 2'01"15                                 | Davide Cova                                                                                                  | 2'02"05                                 |
| 400 m                | Federico Turrini                                                                                 | 4'11"55                                 | Luca Marin                                                                                  | 4'15"17                                 | Francesco Pavone                                                                                             | 4'18"60                                 |
| Staffette            |                                                                                                  |                                         |                                                                                             |                                         | |                                         |
| 4x100 m stile libero | Gruppo Sportivo Fiamme Oro Roma Luca Leonardi Stefano Mauro Pizzamiglio Lucio Spadaro Marco Orsi | 3'16"54 - RIS* 49"08 49"60 49"63 48"23  | SMGM Team Lombardia A Filippo Magnini Mattia Schirru Vittorio Dinia Fabio Gimondi           | 3'18"13 49"15 49"55 49"65 49"78         | Gruppo Nuoto Fiamme Gialle Gianluca Maglia Tommaso Romani Francesco Donin Andrea Toniato                     | 3'20"96 49"71 50"73 49"80 50"72         |
| 4x200 m stile libero | Circolo Canottieri Aniene A Alex Di Giorgio Damiano Lestingi Marco Belotti Nicola Cassio         | 7'18"87 1'48"72 1'49"07 1'49"52 1'51"56 | SMGM Team Lombardia A Michele Berardi Nicolangelo Di Fabio Filippo Magnini Thomas Iacobini  | 7'19"02 1'51"24 1'49"34 1'47"57 1'50"87 | Gruppo Sportivo Fiamme Oro Roma Luca Leonardi Gregorio Paltrinieri Nicola Febbraro Stefano Mauro Pizzamiglio | 7'23"43 1'49"07 1'50"74 1'52"91 1'50"71 |
| 4x100 m misti        | Circolo Canottieri Aniene A Matteo Milli Edoardo Giorgetti Piero Codia Lorenzo Benatti           | 3'37"10 55"09 1'01"04 51"88 49"09       | Gruppo Sportivo Fiamme Oro Roma Mirco Di Tora Mattia Pesce Francesco Giordano Luca Leonardi | 3'37"39 55"64 59"82 54"36 47"57         | Centro Sportivo Esercito Niccolò Bonacchi Fabio Scozzoli Francesco Pavone Federico Turrini                   | 3'38"19 55"25 1'00"07 53"88 48"99       |

*RIS=Record italiano societario.

### Donne
| Evento               | Oro                                                                                       | Tempo                                   | Argento                                                                                           | Tempo                                   | Bronzo                                                                                        | Tempo                                   |
| Stile libero         |                                                                                           |                                         |                                                                                                   |                                         |                                                                                               |                                         |
| 50 m                 | Ilaria Bianchi                                                                            | 25"52                                   | Silvia Di Pietro                                                                                  | 25"59                                   | Erika Ferraioli                                                                               | 25"64                                   |
| 100 m                | Alice Mizzau                                                                              | 55"14                                   | Erika Ferraioli                                                                                   | 55"32                                   | Silvia Di Pietro                                                                              | 55"76                                   |
| 200 m                | Federica Pellegrini                                                                       | 1'56"51                                 | Alice Mizzau                                                                                      | 1'58"67                                 | Martina De Memme                                                                              | 2'00"24                                 |
| 400 m                | Martina De Memme                                                                          | 4'10"54                                 | Martina Rita Caramignoli                                                                          | 4'12"02                                 | Aurora Ponselé                                                                                | 4'12"32                                 |
| 800 m                | Martina De Memme                                                                          | 8'31"46                                 | Aurora Ponselé                                                                                    | 8'33"18                                 | Martina Rita Caramignoli                                                                      | 8'35"16                                 |
| 1500 m               | Martina Rita Caramignoli                                                                  | 16'17"48                                | Aurora Ponselé                                                                                    | 16'27"04                                | Linda Caponi                                                                                  | 16"36"86                                |
| Dorso                |                                                                                           |                                         |                                                                                                   |                                         |                                                                                               |                                         |
| 50 m                 | Arianna Barbieri                                                                          | 28"56                                   | Elena Gemo                                                                                        | 28"88                                   | Stefania Cartapani                                                                            | 29"18                                   |
| 100 m                | Federica Pellegrini                                                                       | 1'00"69                                 | Elena Gemo                                                                                        | 1'01"55                                 | Arianna Barbieri                                                                              | 1'01"62                                 |
| 200 m                | Federica Pellegrini                                                                       | 2'08"05                                 | Ambra Esposito                                                                                    | 2'12"18                                 | Carlotta Zofkova                                                                              | 2'12"44                                 |
| Rana                 |                                                                                           |                                         |                                                                                                   |                                         |                                                                                               |                                         |
| 50 m                 | Lisa Fissneider                                                                           | 31"47                                   | Michela Guzzetti                                                                                  | 31"58                                   | Ilaria Scarcella                                                                              | 31"76                                   |
| 100 m                | Michela Guzzetti                                                                          | 1'08"22                                 | Lisa Fissneider                                                                                   | 1'08"23                                 | Giulia De Ascentis                                                                            | 1'08"84                                 |
| 200 m                | Giulia De Ascentis                                                                        | 2'28"16                                 | Lisa Fissneider                                                                                   | 2'28"17                                 | Elisa Celli                                                                                   | 2'28"22                                 |
| Farfalla             |                                                                                           |                                         |                                                                                                   |                                         |                                                                                               |                                         |
| 50 m                 | Silvia Di Pietro                                                                          | 26"75                                   | Ilaria Bianchi                                                                                    | 26"84                                   | Elena Gemo                                                                                    | 27"07                                   |
| 100 m                | Ilaria Bianchi                                                                            | 58"14                                   | Elena Di Liddo                                                                                    | 59"97                                   | Valentina Zonno                                                                               | 1'00"01                                 |
| 200 m                | Stefania Pirozzi                                                                          | 2'08"75                                 | Alessia Polieri                                                                                   | 2'13"15                                 | Emanuela Albenzi                                                                              | 2'13"60                                 |
| Misti                |                                                                                           |                                         |                                                                                                   |                                         |                                                                                               |                                         |
| 200 m                | Stefania Pirozzi                                                                          | 2'13"71                                 | Carlotta Toni                                                                                     | 2'16"41                                 | Giulia De Ascentis                                                                            | 2'17"00                                 |
| 400 m                | Stefania Pirozzi                                                                          | 4'39"79                                 | Carlotta Toni                                                                                     | 4'47"14                                 | Luisa Trombetti                                                                               | 4'48"34                                 |
| Staffette            |                                                                                           |                                         |                                                                                                   |                                         |                                                                                               |                                         |
| 4x100 m stile libero | Centro Sportivo Esercito Erika Ferraioli Alice Nesti Alice Carpanese Laura Letrari        | 3'44"18 55"52 56"94 56"08 55"64         | Circolo Canottieri Aniene A Gigliola Tecchio Miriana Durante Lucrezia Raco Federica Pellegrini    | 3'46"09 57"52 57"37 56"98 54"22         | Gruppo Sportivo Forestale Silvia Di Pietro Elena Gemo Carlotta Zofkova Chiara Masini Luccetti | 3'47"32 56"01 57"12 57"67 56"52         |
| 4x200 m stile libero | Centro Sportivo Esercito Alice Nesti Martina De Memme Alice Carpanese Erika Ferraioli     | 8'10"53 2'01"09 2'00"98 2'01"97 2'06"49 | Circolo Canottieri Aniene A Miriana Durante Giulia De Ascentis Aurora Ponselé Federica Pellegrini | 8'15"46 2'04"07 2'04"55 2'02"80 2'04"04 | SMGM Team Lombardia A Giorgia Crocione Elisa Biava Susanna Negri Emanuela Albenzi             | 8'17"04 2'04"16 2'02"72 2'04"32 2'05"84 |
| 4x100 m misti        | Centro Sportivo Esercito Carlotta Fiordoro Michela Guzzetti Laura Letrari Erika Ferraioli | 4'06"43 1'02"88 1'08"14 1'00"43 54"98   | Circolo Canottieri Aniene A Federica Pellegrini Giulia De Ascentis Elena Di Liddo Lucrezia Raco   | 4'06"69 1'02"07 1'09"13 59"30 56"19     | SMGM Team Lombardia A Stefania Cartapani Nicol Valentini Jessica Andreini Giorgia Crocione    | 4'10"60 1'02"65 1'09"54 1'01"18 57"23   |

### Classifiche per società

#### Maschile
| Pos.    | Società                         | Pti    |
| ------- | ------------------------------- | ------ |
| Oro     | Circolo Canottieri Aniene       | 245.00 |
| Argento | Centro Sportivo Esercito        | 240.00 |
| Bronzo  | Gruppo Sportivo Fiamme Oro Roma | 216.25 |
| 4.      | Larus Nuoto                     | 138.00 |
| 5.      | SMGM Team Nuoto Lombardia       | 128.00 |
| 6.      | Gruppo Sportivo Forestale       | 85.00  |
| 7.      | Gruppo Nuoto Fiamme Gialle      | 69.00  |
| 8.      | Centro Sportivo Carabinieri     | 61.50  |
| 9.      | CN UISP Bologna                 | 56.00  |
| 10.     | Aurelia Nuoto                   | 48.00  |

#### Femminile
| Pos.    | Società                    | Pti    |
| ------- | -------------------------- | ------ |
| Oro     | Circolo Canottieri Aniene  | 329.00 |
| Argento | Centro Sportivo Esercito   | 203.00 |
| Bronzo  | Gruppo Sportivo Forestale  | 135.00 |
| 4.      | SMGM Team Nuoto Lombardia  | 108.50 |
| 5.      | Plain Team Veneto          | 94.00  |
| 6.      | Gruppo Nuoto Fiamme Gialle | 77.00  |
| 7.      | Aqvasport Rane Rosse       | 76.00  |
| 7.      | Nuoto Club Azzurra 1991    | 76.00  |
| 9.      | Rari Nantes Torino         | 63.00  |
| 10.     | Imolanuoto                 | 62.50  |